# Seleção Brasileira de Futebol Sub-23
A Seleção Brasileira de Futebol Sub-23, também conhecida por Brasil Sub-23 ou Seleção Olímpica, é a seleção brasileira de futebol formada por jogadores com idade inferior a 23 anos.
O Torneio Olímpico de Futebol é a competição mais importante que ela disputa, por isso essa equipe também é conhecida como Seleção Olímpica de Futebol, ou ainda Seleção Brasileira Restritiva. Estes 2 nomes se devem por conta das particularidades do Torneio Olímpico de Futebol, que até os Jogos Olímpicos de 1988 restringia a convocação de futebolistas, já que estes deveriam ser amadores (daí o nome Seleção Brasileira Restritiva).[carece de fontes?] Já o nome Seleção Olímpica de Futebol é usado desde os Jogos Olímpicos de 1996, a partir desta então, o Torneio Olímpico de Futebol permite que sejam inscritos até três jogadores sem nenhum limite de idade. Assim, esta equipe costumeiramente é defendida também por jogadores acima de 23 anos.
Com o ouro conquistado em 2016, a equipe passou a ser a mais laureada da história da competição masculina, com 6 medalhas (1 de ouro, 3 de prata e 2 de bronze). Além disso, com a vitória conquistada na semifinal de 2016, diante da Seleção de Honduras, a equipe passou a ser a que tem o maior número de vitórias no torneio olímpico: 34 vitórias em treze participações. Se for incluído também o torneio feminino, o Brasil continua sendo o país mais laureado no futebol olímpico, com 8 medalhas conquistadas.
O país foi o quarto a conquistar a medalha de ouro jogando em casa, juntando-se à Inglaterra (1908), Bélgica (1920) e Espanha (1992).
Por conta do adiamento dos Jogos Olímpicos pela pandemia da COVID-19, os Jogos de Tóquio 2020 tiveram excepcionalmente equipes sub-24.

## História
Nos Jogos Olímpicos, o Brasil ganhou duas medalhas de ouro em 2016 no Rio de Janeiro e Tokio em 2020 . Antes, havia chegado perto em 1984, 1988 e 2012, mas teve que se contentar com a medalha de prata (o Brasil foi derrotado, respectivamente, pela França, pela antiga União Soviética e pelo México). Ainda possui duas medalhas de bronze, conquistadas em 1996 (após ser desclassificado pela Nigéria, que se tornaria a campeã) e 2008 (após ser desclassificado pela Argentina, que também se tornaria campeã). A medalha de ouro olímpica era a única conquista que a Seleção brasileira ainda não tinha em se tratando de torneios organizados pela FIFA, foi conquistada nos pênaltis sobre a Alemanha nas Olimpíadas de 2016 no Rio de Janeiro, no Estádio do Maracanã.
No torneio de futebol masculino dos Jogos Pan-Americanos, o histórico do Brasil é um pouco melhor: são nove medalhas: cinco de ouro: 1963, 1975, 1979, 1987 e 2023; três de prata: 1959, 1983 e 2003; e uma de bronze: 2015.
A primeira participação do Brasil no Torneio de Futebol dos Jogos Olímpicos foi em 1952 em Helsinque, Finlândia, como uma Seleção Brasileira Restritiva.
Em 1994, a equipe participou da Copa das Américas Sub-23, terminando o torneio na 3a posição.
Em janeiro de 1996, a Seleção Sub-23 participou da Copa Ouro nos Estados Unidos, iniciando sua preparação para o Torneio Pré-Olímpico e para as Olimpíadas. Na primeira fase goleou o Canadá por 4 a 1 e Honduras por 5 a 0, na semifinal passou pelos Estados Unidos por 1 a 0. Na final, o Brasil foi superado pelo México por 2 a 0 e ficou com o vice campeonato.
Em julho de 2003, mais uma vez o Brasil esteve presente na Copa Ouro disputada nos Estados Unidos e no México: o Brasil começou perdendo para o México por 1 a 0, se recuperou e derrotou Honduras por 2 a 1, nas quartas de final eliminou a Colômbia por 2 a 0, na semifinal derrotou os Estados Unidos por 2 a 1 na prorrogação. Na final, Brasil e México empataram por 0 a 0 no tempo normal, mas na prorrogação os mexicanos vencem por 1 a 0 e ficam com o título. O Brasil usou a Copa Ouro como torneio preparatório para as Olimpíadas 2004, mas posteriormente não conseguiu se classificar.
Em Pequim 2008, na primeira fase o Brasil derrotou a Bélgica por 1 a 0, Nova Zelândia por 5 a 0 e China por 3 a 0, nas quartas de final derrotou Camarões por 2 a 0 na prorrogação, o Brasil que não havia sofrido nenhum gol perde para a Argentina por 3 a 0 na semifinal e fica fora da disputa pela medalha de ouro, na disputa pelo terceiro lugar os brasileiros derrotaram a Bélgica por 3 a 0 e conquistaram a medalha de bronze.
Nas Olimpíadas 2012, o Brasil derrotou na fase de grupos: Egito por 3 a 2, Belarus por 3 a 1 e Nova Zelândia por 3 a 0, nas quartas de final vitória de virada sobre Honduras por 3 a 2, na semifinal vitória sobre a Coreia do Sul por 3 a 0, mas após 5 vitórias e 15 gols marcados o Brasil sofre sua primeira e única derrota na final para o México por 2 a 1 e fica com a medalha de prata.
Em 2015, a Seleção Olímpica do Brasil disputou vários amistosos internacionais: derrotou o Paraguai, empatou com o México. Perdeu para a França, venceu República Dominicana e Haiti e ainda derrotou duas vezes os EUA: 2 a 1 e 5 a 1 respectivamente.
Em 2016, ano dos Jogos Olímpicos, o Brasil disputou três amistosos internacionais: perdeu para a Nigéria por 1 a 0 mas ganhou da África do Sul por 3 a 1 e do Japão por 2 a 0.
Na fase de grupos das Olimpíadas 2016, o Brasil empatou com a África do Sul por 0 a 0, empatou com o Iraque por 0 a 0 e goleou a Dinamarca por 4 a 0. Com estes resultados, classificou-se em primeiro em seu grupo.
Nas quartas de final derrotou a Colômbia por 2 a 0, que havia se classificado em 2° em seu grupo. Na semifinal, goleou a Honduras por 6 a 0, tendo marcado o gol mais rápido da história das Olimpíadas com Neymar, aos 14 segundos de jogo. Na final, após empate em 1 a 1 no tempo normal e na prorrogação, o Brasil derrotou a Alemanha nos pênaltis por 5 a 4, conquistando sua primeira medalha de ouro e o único título importante que ainda lhe faltava conquistar.

### Campanhas nos Torneios Pré-Olímpicos
O Brasil é o maior vencedor do Torneio Pré-Olímpico Sul-Americano, com 7 conquistas.
Foi neste torneio que, de 1992 a 2004, a equipe alcançou a maior invencibilidade de uma seleção com restrição de idade em um torneio de grande relevância. Além disso, essa foi uma das maiores invencibilidades da história do país em uma competição relevante. Foram 12 anos e 20 jogos neste período. Essa série invicta começou após o revés por 2 a 0 para a Colômbia, em Assunção, no dia 5 de fevereiro de 1992. A equipe só viria a ser derrotada novamente no dia 22/01/2004, por 1x0 diante da Argentina, em Valparaíso.

#### Peru 1960
Em 1960, pela primeira vez foi disputado um torneio classificatório para a Olimpíada. A competição aconteceu no Peru, com cinco seleções—duas da Concacaf (México e Suriname). O Brasil terminou em terceiro lugar, atrás da Argentina e dos anfitriões peruanos.

#### Peru 1964
O classificatório teve novamente como palco campos peruanos, mas não chegou ao fim—foi paralisado quando faltavam cinco jogos. A Argentina, que liderava, ficou com uma das vagas. Brasil e Peru, que estavam empatados em segundo, fizeram um desempate no Rio—goleada brasileira por 4 a 0.

#### Colômbia 1968
Depois de domínio da Argentina nas duas primeiras edições do Pré-Olímpico, o Brasil quebrou a hegemonia do rival em 1968, na Colômbia. As 2 vagas do continente ficaram com Brasil e Colômbia, respectivamente.

#### Colômbia 1971
Como em 1968, o Pré-Olímpico voltou a ser disputado na Colômbia e a história foi a mesma: com Brasil e Colômbia em primeiro e segundo, respectivamente. Os brasileiros terminaram invictos.

#### Brasil 1976
Pela primeira vez, o Pré-Olímpico foi realizado no Brasil. A equipe confirmou o favoritismo e garantiu a única vaga do continente para Montreal 1976.

#### Equador 1984
O Brasil confirmou vaga em Los Angeles 1984, após ficar ausente de Moscou 1980, ao vencer o Pré-Olímpico do Equador. A outra vaga do continente ficou com o Chile.

#### Bolívia 1987
A equipe brasileira não fez uma grande campanha no classificatório para Seul 1988. Apesar do título, os brasileiros não foram bem. A outra vaga do continente ficou com a Argentina.

#### Argentina 1996
A equipe brasileira garantiu seu passaporte para Atlanta 1996 novamente com o título do Pré-Olímpico. Mesmo jogando na Argentina, os brasileiros superaram a equipe anfitriã no saldo de gols.

#### Brasil 2000
O Pré-Olímpico de 2000 foi disputado em Londrina, no Paraná e com o apoio da torcida, o Brasil confirmou o favoritismo e de forma invicta garantiu o título e a vaga em Sydney 2000.

#### Colômbia 2020
O torneio voltou a ser disputado depois de dezesseis anos. A equipe brasileira garantiu a vaga para jogar em Tóquio 2020 após vencer a Argentina no último jogo da fase final, terminando na segunda colocação. A outra vaga ficou para a própria seleção da Argentina que terminou na primeira colocação.

### Decepções
Porém, não só de glórias viveu a equipe neste torneio. Os torneios pré-olímpicos de 1980,1992, 2004 e 2024 foram decepcionantes para a Seleção Brasileira Sub-23. Com este último, o Brasil enfrentou a inesperada derrota que resultou na ausência nos Jogos Olímpicos de Paris de 2024, sendo superada pela rival Argentina.

#### Colômbia 1980
No Pré-Olímpico da Colômbia, em 1980, a seleção foi apenas a quinta colocada, entre sete participantes. Entre os titulares, estavam o zagueiro Mauro Galvão, do Internacional-RS, o meia Dudu, do Vasco, e o atacante Anselmo, do Flamengo. Assim, esta foi a primeira vez desde 1952 que o futebol brasileiro ficava de fora dos Jogos Olimpíadas por motivos técnicos.

#### Paraguai 1992
Em 1992, a equipe contava com vários jogadores que depois se consagrariam com a própria camisa amarela ou com a de clubes importantes, como os laterais Cafu e Roberto Carlos, o zagueiro Márcio Santos, os meias Marcelinho Carioca e Djair, e os atacantes Dener e Élber. Mas naquele Pré-Olímpico o time não foi bem. Depois de vencer o Peru (2 a 1) e o Paraguai (1 a 0), o Brasil perdeu da Colômbia (2 a 0). Para ficar com uma das duas vagas do continente (que acabaram nas mãos de paraguaios e colombianos), precisaria ter derrotado os venezuelanos por uma diferença de no mínimo dois gols. Mas a partida terminou empatada por 1 a 1. Esta foi a terceira vez que o Brasil não se classificou para os Jogos Olímpicos. Desde que começou a participar dos Jogos, em Helsinque, 1952, o Brasil havia ficado de fora apenas em Melbourne, 1956, e Moscou, 1980. O Torneio Pré-Olímpico de 1992 foi o único que não classificou Brasil e/ou Argentina para o torneio olímpico de futebol.
Além disso, neste torneio aconteceu algo no mínimo curioso: após o Brasil derrotar o Paraguai, uma chuva de pedras aconteceu após o jogo. Os jogadores tentaram correr para os vestiários, mas o atacante Elivélton foi atingido na cabeça e ficou em um estado preocupante.

#### Chile 2004
Já o Torneio Pré-Olímpico de 2004 foi o mais decepcionante de todos eles. Treinada por Ricardo Gomes, a equipe contava com uma ótima geração. O time era formado por Gomes, Maicon, Edu Dracena e Wendell, campeões da Copa do Brasil e do Brasileirão pelo Cruzeiro em 2003: Alex, Paulo Almeida, Diego e Robinho, vice-campeões da Copa Libertadores e do Brasileirão pelo Santos, sem contar as jovens revelações do Internacional, Daniel Carvalho e Nilmar; o lateral Maxwell, da Inter de Milão; os volantes Dudu Cearense, do Vitória, e Fábio Rochemback, do Grêmio; e Dagoberto, atacante do Atlético Paranaense. Era um time para ganhar medalha de ouro. Porém, o futebol apresentado em campo ficou muito aquém do que se esperava. A equipe, além de perder a invencibilidade 12 anos no torneio não se classificou para as Olimpíadas 2004. A Argentina faturou o título do Torneio Pré-Olímpico e a medalha de ouro olímpica.

## Títulos
- Pré-Olímpico Sul-Americano Sub-23: 7 (1968, 1972, 1976, 1984, 1988, 1996 e 2000)
- Torneio Internacional de Wuhan: 1 (2014)
- Torneio de Toulon: 9 (1980, 1981, 1983, 1995, 1996, 2002, 2013, 2014 e 2019)

## Campanhas
| Seleção Olímpica         | Seleção Olímpica                 | Seleção Olímpica     | Seleção Olímpica | Seleção Olímpica |
| Torneio                  | Ouro                             | Prata                | Bronze           |                  |
| ------------------------ | -------------------------------- | -------------------- | ---------------- | ---------------- |
| Jogos Olímpicos          | 2 (2016 e 2020)                  | 3 (1984, 1988, 2012) | 2 (1996, 2008)   |                  |
| Jogos Pan-americanos     | 5 (1963, 1975, 1979, 1987, 2023) | 3 (1959, 1983, 2003) | 1 (2015)         |                  |
| Universíada              |                                  | 1 (2019)             | 2 (1999, 2011)   |                  |
| Jogos Mundiais Militares |                                  |                      | 1 (2011)         |                  |
| Jogos Sul-americanos     |                                  |                      | 1 (1986)         |                  |

### Jogos Olímpicos
| Desempenho Histórico nos Jogos Olímpicos | Desempenho Histórico nos Jogos Olímpicos | Desempenho Histórico nos Jogos Olímpicos | Desempenho Histórico nos Jogos Olímpicos | Desempenho Histórico nos Jogos Olímpicos | Desempenho Histórico nos Jogos Olímpicos | Desempenho Histórico nos Jogos Olímpicos | Desempenho Histórico nos Jogos Olímpicos | Desempenho Histórico nos Jogos Olímpicos |
| Ano                                      | Desempenho                               | Pos.                                     | Jogos                                    | V                                        | E*                                       | D                                        | GP                                       | GC                                       |
| ---------------------------------------- | ---------------------------------------- | ---------------------------------------- | ---------------------------------------- | ---------------------------------------- | ---------------------------------------- | ---------------------------------------- | ---------------------------------------- | ---------------------------------------- |
| 1900                                     | Não participou                           | Não participou                           | Não participou                           | Não participou                           | Não participou                           | Não participou                           | Não participou                           | Não participou                           |
| 1904                                     | Não participou                           | Não participou                           | Não participou                           | Não participou                           | Não participou                           | Não participou                           | Não participou                           | Não participou                           |
| 1908                                     | Não participou                           | Não participou                           | Não participou                           | Não participou                           | Não participou                           | Não participou                           | Não participou                           | Não participou                           |
| 1912                                     | Não participou                           | Não participou                           | Não participou                           | Não participou                           | Não participou                           | Não participou                           | Não participou                           | Não participou                           |
| 1920                                     | Não participou                           | Não participou                           | Não participou                           | Não participou                           | Não participou                           | Não participou                           | Não participou                           | Não participou                           |
| 1924                                     | Não se classificou                       | Não se classificou                       | Não se classificou                       | Não se classificou                       | Não se classificou                       | Não se classificou                       | Não se classificou                       | Não se classificou                       |
| 1928                                     | Não participou                           | Não participou                           | Não participou                           | Não participou                           | Não participou                           | Não participou                           | Não participou                           | Não participou                           |
| 1936                                     | Não participou                           | Não participou                           | Não participou                           | Não participou                           | Não participou                           | Não participou                           | Não participou                           | Não participou                           |
| 1948                                     | Não participou                           | Não participou                           | Não participou                           | Não participou                           | Não participou                           | Não participou                           | Não participou                           | Não participou                           |
| 1952                                     | 4as-finais                               | 6º                                       | 3                                        | 2                                        | 0                                        | 1                                        | 9                                        | 6                                        |
| 1956                                     | Não participou                           | Não participou                           | Não participou                           | Não participou                           | Não participou                           | Não participou                           | Não participou                           | Não participou                           |
| 1960                                     | 1ª Fase                                  | 6º                                       | 3                                        | 2                                        | 0                                        | 1                                        | 10                                       | 6                                        |
| 1964                                     | 1ª Fase                                  | 9º                                       | 3                                        | 1                                        | 1                                        | 1                                        | 5                                        | 2                                        |
| 1968                                     | 1ª Fase                                  | 11º                                      | 3                                        | 0                                        | 2                                        | 1                                        | 4                                        | 5                                        |
| 1972                                     | 1ª Fase                                  | 12º                                      | 3                                        | 0                                        | 1                                        | 2                                        | 4                                        | 6                                        |
| 1976                                     | 4º Lugar                                 | 4º                                       | 5                                        | 2                                        | 1                                        | 2                                        | 6                                        | 6                                        |
| 1980                                     | Não se classificou                       | Não se classificou                       | Não se classificou                       | Não se classificou                       | Não se classificou                       | Não se classificou                       | Não se classificou                       | Não se classificou                       |
| 1984                                     | Vice-Campeão                             | 2º                                       | 6                                        | 4                                        | 1                                        | 1                                        | 9                                        | 5                                        |
| 1988                                     | Vice-Campeão                             | 2º                                       | 6                                        | 4                                        | 1                                        | 1                                        | 12                                       | 4                                        |
| 1992                                     | Não se classificou                       | Não se classificou                       | Não se classificou                       | Não se classificou                       | Não se classificou                       | Não se classificou                       | Não se classificou                       | Não se classificou                       |
| 1996                                     | 3º Lugar                                 | 3º                                       | 6                                        | 4                                        | 0                                        | 2                                        | 16                                       | 8                                        |
| 2000                                     | 4as-finais                               | 6º                                       | 4                                        | 2                                        | 0                                        | 2                                        | 6                                        | 6                                        |
| 2004                                     | Não se classificou                       | Não se classificou                       | Não se classificou                       | Não se classificou                       | Não se classificou                       | Não se classificou                       | Não se classificou                       | Não se classificou                       |
| 2008                                     | 3º Lugar                                 | 3º                                       | 6                                        | 5                                        | 0                                        | 1                                        | 14                                       | 3                                        |
| 2012                                     | Vice-Campeão                             | 2º                                       | 6                                        | 5                                        | 0                                        | 1                                        | 16                                       | 7                                        |
| 2016                                     | Campeão                                  | 1º                                       | 6                                        | 3                                        | 3                                        | 0                                        | 13                                       | 1                                        |
| 2020                                     | Campeão                                  | 1º                                       | 6                                        | 4                                        | 2                                        | 0                                        | 10                                       | 4                                        |
| 2024                                     | Não se classificou                       | Não se classificou                       | Não se classificou                       | Não se classificou                       | Não se classificou                       | Não se classificou                       | Não se classificou                       | Não se classificou                       |
| Total                                    | Medalhas: 2 Ouros 3 Pratas 2 Bronzes     | 14/27                                    | 66                                       | 38                                       | 12                                       | 16                                       | 125                                      | 69                                       |

### Jogos Pan Americanos
| Desempenho Histórico nos Jogos Pan Americanos | Desempenho Histórico nos Jogos Pan Americanos | Desempenho Histórico nos Jogos Pan Americanos | Desempenho Histórico nos Jogos Pan Americanos | Desempenho Histórico nos Jogos Pan Americanos | Desempenho Histórico nos Jogos Pan Americanos | Desempenho Histórico nos Jogos Pan Americanos | Desempenho Histórico nos Jogos Pan Americanos | Desempenho Histórico nos Jogos Pan Americanos |
| Ano                                           | Des.                                          | Pos.                                          | Jogos                                         | V                                             | E*                                            | D                                             | GP                                            | GC                                            |
| --------------------------------------------- | --------------------------------------------- | --------------------------------------------- | --------------------------------------------- | --------------------------------------------- | --------------------------------------------- | --------------------------------------------- | --------------------------------------------- | --------------------------------------------- |
| 1951                                          | Não participou                                | Não participou                                | Não participou                                | Não participou                                | Não participou                                | Não participou                                | Não participou                                | Não participou                                |
| 1955                                          | Não participou                                | Não participou                                | Não participou                                | Não participou                                | Não participou                                | Não participou                                | Não participou                                | Não participou                                |
| 1959                                          | Vice-campeão                                  | 2º                                            | 6                                             | 4                                             | 1                                             | 1                                             | 27                                            | 11                                            |
| 1963                                          | Campeão                                       | 1º                                            | 4                                             | 3                                             | 1                                             | 0                                             | 18                                            | 3                                             |
| 1967                                          | Não participou                                | Não participou                                | Não participou                                | Não participou                                | Não participou                                | Não participou                                | Não participou                                | Não participou                                |
| 1971                                          | Não participou                                | Não participou                                | Não participou                                | Não participou                                | Não participou                                | Não participou                                | Não participou                                | Não participou                                |
| 1975                                          | Campeão                                       | 1º                                            | 7                                             | 5                                             | 2                                             | 0                                             | 33                                            | 2                                             |
| 1979                                          | Campeão                                       | 1º                                            | 5                                             | 5                                             | 0                                             | 0                                             | 14                                            | 1                                             |
| 1983                                          | Vice-campeão                                  | 2º                                            | 3                                             | 2                                             | 0                                             | 1                                             | 3                                             | 1                                             |
| 1987                                          | Campeão                                       | 1º                                            | 5                                             | 4                                             | 1                                             | 0                                             | 10                                            | 2                                             |
| 1991                                          | Não participou                                | Não participou                                | Não participou                                | Não participou                                | Não participou                                | Não participou                                | Não participou                                | Não participou                                |
| 1995                                          | 4as-finais                                    | 5º                                            | 4                                             | 2                                             | 2                                             | 0                                             | 5                                             | 2                                             |
| 1999                                          | Não participou                                | Não participou                                | Não participou                                | Não participou                                | Não participou                                | Não participou                                | Não participou                                | Não participou                                |
| 2003                                          | Vice-campeão                                  | 2º                                            | 5                                             | 4                                             | 0                                             | 1                                             | 12                                            | 2                                             |
| 2007                                          | 1ª Fase                                       | 5º                                            | 3                                             | 2                                             | 0                                             | 1                                             | 7                                             | 4                                             |
| 2011                                          | 1ª Fase                                       | 6º                                            | 3                                             | 0                                             | 2                                             | 1                                             | 2                                             | 4                                             |
| 2015                                          | 3º Lugar                                      | 3º                                            | 5                                             | 3                                             | 1                                             | 1                                             | 15                                            | 7                                             |
| 2019                                          | Não se classificou                            | Não se classificou                            | Não se classificou                            | Não se classificou                            | Não se classificou                            | Não se classificou                            | Não se classificou                            | Não se classificou                            |
| 2023                                          | Campeão                                       | 1º                                            | 5                                             | 4                                             | 1                                             | 0                                             | 8                                             | 1                                             |
| Total                                         | Medalhas: 5 Ouros 3 Pratas 1 Bronze           | 12/17                                         | 55                                            | 38                                            | 11                                            | 6                                             | 154                                           | 40                                            |

## Resultados recentes

### 2019
| 2 de junho Torneio de Toulon | Brasil                                                                 | 4 – 0         | Guatemala | Aubagne, França                                                 |  |
| 19:00 CEST                   | Pedrinho 19' · Bruno Tabata 23' · Wendel 85' · Douglas Luiz 89' (pen.) | CBF Relatório |           | Estádio: Stade de Lattre-de-Tassigny Árbitro: FRA Willy Delajod |  |

| 5 de junho Torneio de Toulon | França | 0 – 4         | Brasil                                                                            | Salon-de-Provence, França                                                   |  |
| 19:30 CEST                   |        | CBF Relatório | 20' Antony · 57' Matheus Henrique · 88' (pen.) Matheus Cunha · 90+1' Mateus Vital | Estádio: Stade d'Honneur Marcel Roustan Árbitro: MEX Luis Enrique Santander |  |

| 8 de junho Torneio de Toulon | Brasil                                                               | 5 – 0         | Catar | Vitrolles, França                                          |  |
| 17:30 CEST                   | Matheus Cunha 21', 83' · Mateus Vital 24' (pen.) · Paulinho 38', 76' | CBF Relatório |       | Estádio: Stade Jules-Ladoumègue Árbitro: POR António Nobre |  |

| 12 de junho Torneio de Toulon | Brasil                           | 2 – 0         | Irlanda | Aubagne, França                                                          |  |
| 17:30 CEST                    | Paulinho 15' · Matheus Cunha 47' | CBF Relatório |         | Estádio: Stade de Lattre-de-Tassigny Árbitro: MEX Luis Enrique Santander |  |

| 15 de junho Torneio de Toulon                            | Brasil     | 1 – 1 (5–4 pen.)                   | Japão     | Salon-de-Provence, França                                          |  |
| 16:00 CEST                                               | Antony 19' | CBF Relatório                      | 39' Ogawa | Estádio: Stade d'Honneur Marcel Roustan Árbitro: POR António Nobre |  |
|                                                          |            | Penalidades                        |           |                                                                    |  |
| Mateus Vital Douglas Luiz Matheus Henrique Wendel Lyanco |            | Soma Mitoma Kamiya Naganuma Hatate |           |                                                                    |  |

| 5 de setembro Amistoso | Brasil                           | 2 – 0         | Colômbia | São Paulo, Brasil                                            |  |
| 21:30 BRT              | Pedrinho 15' · Matheus Cunha 42' | CBF Relatório |          | Estádio: Pacaembu Público: 2,165 Árbitro: CHI Cristian Garay |  |

| 9 de setembro Amistoso | Brasil                              | 3 – 1         | Chile      | São Paulo, Brasil                                                |  |
| 20:00 BRT              | Matheus Cunha 13', 51' · Antony 62' | CBF Relatório | 36' Dávila | Estádio: Pacaembu Público: 5 059 Árbitro: ECU Guillermo Guerrero |  |

| 10 de outubro Amistoso | Brasil                                         | 4 – 1         | Venezuela    | Recife, Brasil                                             |  |
| 21:30 BRT              | Douglas Luiz 23' · Antony 50', 53' · Pedro 74' | CBF Relatório | 36' Cásseres | Estádio: Aflitos Público: 6 391 Árbitro: ARG Facundo Tello |  |

| 14 de outubro Amistoso | Brasil                                      | 2 – 3         | Japão                          | São Lourenço da Mata, Brasil                                         |  |
| 16:00 BRT              | Matheus Cunha 14' (pen.) · Pedro 81' (pen.) | CBF Relatório | 27', 51' Tanaka · 67' Nakayama | Estádio: Arena Pernambuco Público: 7 911 Árbitro: URU Andres Matonte |  |

| 14 de novembro Amistoso | Brasil            | 1 – 0         | Estados Unidos | Las Palmas, Espanha                            |  |
| 17:00 WET               | Matheus Cunha 15' | CBF Relatório |                | Estádio: Gran Canaria Árbitro: ESP Juan Pulido |  |

| 17 de novembro Amistoso | Brasil | 0 – 1         | Argentina  | Las Palmas, Espanha                                       |  |
| 16:45 WET               |        | CBF Relatório | 4' Capaldo | Estádio: Gran Canaria Árbitro: ESP Gamaliel Escobar López |  |

### 2020
| 19 de janeiro Pré-Olímpico | Brasil       | 1 – 0     | Peru | Armênia, Colômbia                              |  |
| 20:30 COT                  | Paulinho 43' | Relatório |      | Estádio: Centenário Árbitro: VEN Ángel Arteaga |  |

| 22 de janeiro Pré-Olímpico | Brasil                                            | 3 – 1     | Uruguai   | Pereira, Colômbia                                           |  |
| 20:30 COT                  | Pedrinho 14' · Matheus Cunha 31' (pen) · Pepê 77' | Relatório | Bueno 80' | Estádio: Hernán Ramírez Villegas Árbitro: ARG Facundo Tello |  |

| 28 de janeiro Pré-Olímpico | Brasil                                                              | 5 – 3     | Bolívia                     | Armênia, Colômbia                              |  |
| 20:30 COT                  | Antony 3' · Matheus Cunha 16' · Guga 39' · Reinier 61' · Pepê 90+5' | Relatório | Abrego 20', 71' · Reyes 79' | Estádio: Centenário Árbitro: ARG Facundo Tello |  |

| 31 de janeiro Pré-Olímpico | Brasil                  | 2 – 1     | Paraguai         | Armênia, Colômbia                           |  |
| 20:30 COT                  | Paulinho 75' · Pepê 89' | Relatório | R. Fernández 61' | Estádio: Centenário Árbitro: CHI Piero Maza |  |

| 3 de fevereiro Pré-Olímpico | Brasil            | 1 – 1     | Colômbia  | Bucaramanga, Colômbia                             |  |
| 20:30 COT                   | Matheus Cunha 71' | Relatório | Cetré 27' | Estádio: Alfonso López Árbitro: VEN Ángel Arteaga |  |

| 6 de fevereiro Pré-Olímpico | Brasil                     | 1 – 1     | Uruguai    | Bucaramanga, Colômbia                           |  |
| 18:00 COT                   | De Arruabarrena 40' (g.c.) | Relatório | 35' Ugarte | Estádio: Alfonso López Árbitro: PAR Eber Aquino |  |

| 9 de fevereiro Pré-Olímpico | Argentina | 0 – 3     | Brasil                                | Bucaramanga, Colômbia                              |  |
| 20:30 COT                   |           | Relatório | Paulinho 13' · Matheus Cunha 30', 55' | Estádio: Alfonso López Árbitro: VEN Alexis Herrera |  |

| 14 de novembro Amistoso | Brasil                                        | 3 – 1 | Coreia do Sul     | Cairo, Egito                                                         |  |
| 10:00 (UTC−3)           | Matheus Cunha 42' · Rodrygo 61' · Reinier 73' | CBF   | Lee Donggyeong 7' | Estádio: Estádio Al Salam Público: 0 Árbitro: EGY Ibrahim Nour Eldin |  |

| 17 de novembro Amistoso | Egito                       | 2 – 1 | Brasil            | Cairo, Egito                                                              |  |
| 15:40 (UTC−3)           | Elaraky 48' Ahmed Rayan 54' | CBF   | Matheus Cunha 28' | Estádio: Estádio Internacional do Cairo Público: 0 Árbitro: EGY Amin Omar |  |

### 2021
| 5 de junho Amistoso | Brasil    | 1 – 2 | Cabo Verde                             | Belgrado, Sérvia                                                |  |
| 16:00 (UTC−3)       | Pedro 38' | CBF   | Lisandro Semedo 45' · Willy Semedo 83' | Estádio: Estádio Partizan Público: 0 Árbitro: SER Novak Simović |  |

| 8 de junho Amistoso | Sérvia | 0 – 3 | Brasil                               | Belgrado, Sérvia                                               |  |
| 16:00 (UTC−3)       |        | CBF   | Guilherme Arana 33' · Pedro 74', 76' | Estádio: Estádio Partizan Público: 0 Árbitro: SER Miloš Ðordic |  |

| 15 de julho Amistoso | Brasil                                                                             | 5 – 2 | Emirados Árabes Unidos         | Novi Sad, Sérvia                                                 |  |
| 16:00 (UTC−3)        | Diego Carlos 43' · Reinier 78' · Gabriel Martinelli 82' · Matheus Cunha 84', 90+1' | CBF   | Nino 28' (g.c.) · Al-Naqbi 67' | Estádio: Estádio Karađorđe Público: 0 Árbitro: SER Marko Ivković |  |

| 22 de julho Olimpíadas | Brasil                                     | 4 – 2 | Alemanha             | Yokohama, Japão                                                        |  |
| 08:30 (UTC−3)          | Richarlison 07', 22', 30' · Paulinho 90+5' |       | Amiri 57' · Ache 84' | Estádio: Internacional de Yokohama Público: 0 Árbitro: ELS Iván Barton |  |

| 25 de julho Olimpíadas | Brasil | 0 – 0 | Costa do Marfim | Yokohama, Japão                                                          |  |
| 05:30 (UTC−3)          |        |       |                 | Estádio: Internacional de Yokohama Público: 0 Árbitro: EUA Ismail Elfath |  |

| 28 de julho Olimpíadas | Brasil                                     | 3 – 1 | Arábia Saudita | Saitama, Japão                                                  |  |
| 05:00 (UTC−3)          | Matheus Cunha 14' · Richarlison 76', 90+3' |       | Al-Amri 27'    | Estádio: Estádio Saitama Público: 0 Árbitro: ETH Bamlak Tessema |  |

| 31 de julho Olimpíadas | Brasil            | 1 – 0 | Egito | Saitama, Japão                                               |  |
| 07:00 (UTC−3)          | Matheus Cunha 37' |       |       | Estádio: Estádio Saitama Público: 0 Árbitro: AUS Chris Beath |  |

| 3 de agosto Olimpíadas                                  | Brasil | 0 – 0 (4–1 pen.)          | México | Kashima, Japão                                                  |  |
| 05:00 (UTC−3)                                           |        |                           |        | Estádio: Estádio Kashima Público: 0 Árbitro: BUL Georgi Kabakov |  |
|                                                         |        | Penalidades               |        |                                                                 |  |
| Daniel Alves Gabriel Martinelli Bruno Guimarães Reinier |        | Aguirre Vásquez Rodríguez |        |                                                                 |  |

| 7 de Agosto Olimpíadas | Espanha             | 1 – 2 (pro.) | Brasil                            | Yokohama, Japão                                                        |  |
| 08:30 (UTC−3)          | Mikel Oyarzabal 61' | Relatório    | Matheus Cunha 45+2' · Malcom 108' | Estádio: Internacional de Yokohama Público: 0 Árbitro: AUS Chris Beath |  |

## Elenco atual
Os seguintes 23 jogadores foram convocados pelo técnico Ramon Menezes para representar a Seleção Brasileira no Torneio Pré-Olímpico, na Venezuela.
| Número | Nome            | Posição          | Idade |  | Clube                |
| ------ | --------------- | ---------------- | ----- |  | -------------------- |
| 1      | Mycael          | Goleiro          | 20    |  | Athletico Paranaense |
| 12     | Matheus Donelli | Goleiro          | 22    |  | Corinthians          |
| 22     | Kaique          | Goleiro          | 21    |  | Farense              |
|        |                 |                  |       |  |                      |
| 2      | Khellven        | Lateral-direito  | 23    |  | CSKA Moscou          |
| 6      | Kaiki Bruno     | Lateral-esquerdo | 21    |  | Cruzeiro             |
| 16     | Rikelme         | Lateral-esquerdo | 21    |  | Shabab Al-Ahli       |
|        |                 |                  |       |  |                      |
| 3      | Michel          | Zagueiro         | 21    |  | Palmeiras            |
| 4      | Arthur Chaves   | Zagueiro         | 23    |  | Hoffenheim           |
| 13     | Luan Patrick    | Zagueiro         | 22    |  | Athletico Paranaense |
| 14     | Lucas Fasson    | Zagueiro         | 23    |  | Lokomotiv Moscou     |
| 17     | Ronald          | Zagueiro         | 21    |  | Grêmio               |
|        |                 |                  |       |  |                      |
| 5      | Andrey Santos   | Volante          | 20    |  | Strasbourg           |
| 7      | Gabriel Pirani  | Meia-atacante    | 22    |  | D.C. United          |
| 8      | Marlon Gomes    | Volante          | 20    |  | Shakhtar Donetsk     |
| 15     | Bruno Gomes     | Volante          | 23    |  | Internacional        |
| 18     | Alexsander      | Meia-atacante    | 21    |  | Al-Ahli              |
| 20     | Maurício        | Meia-atacante    | 23    |  | Palmeiras            |
|        |                 |                  |       |  |                      |
| 9      | Endrick         | Atacante         | 18    |  | Real Madrid          |
| 10     | Marquinhos      | Atacante         | 21    |  | Cruzeiro             |
| 11     | Guilherme Biro  | Ponta            | 20    |  | Sharjah              |
| 19     | John Kennedy    | Atacante         | 22    |  | Fluminense           |
| 21     | Giovane         | Atacante         | 21    |  | Corinthians          |
| 23     | Gabriel Pec     | Ponta            | 23    |  | LA Galaxy            |

## Jogadores Notáveis
| - Alex Sandro - Alexandre Pato - Álvaro - Anderson - Andrade - André Cruz - Bebeto - Mazinho - Carlos Alberto - Danilo - Diego Alves - Diego - Diego Souza - Dudu Cearense - Edu Dracena | - Evair - Ganso - Gabriel Barbosa - Gabriel Jesus - Geovani - Gomes - Jô - Jorginho - Juninho Paulista - Júnior - Leandro Damião - Luan - Lucas Moura | - Lucas Leiva - Lúcio - Luís Carlos Winck - Maicon - Marcelinho Paulista - Marquinhos - Maxwell - Neymar - Nilmar - Marcelo - Neto - Oscar - Rafael Sóbis | - Roger Flores - Rafinha - Renato Augusto - Ricardo Gomes - Rivaldo - Robinho - Rodrigo Caio - Romário - Ronaldinho Gaúcho - Ronaldo - Sandro - Taffarel - Zé Carlos - Weverton |

## Estatísticas e Recordes
- Maior Invencibilidade no Torneio Pré-Olímpico - 20 jogos (12 anos)[16]

#### Técnicos nos Jogos Olímpicos
Vicente Feola, Cláudio Coutinho, Zagallo e Dunga são os técnicos que dirigiram a Seleção Brasileira em Copas do Mundo e nos Jogos Olímpicos.
| Torneio | Desempenho                     | Treinador                                    |
| ------- | ------------------------------ | -------------------------------------------- |
| 1908    | Não se classificou             | Não se classificou                           |
| 1912    | Não se classificou             | Não se classificou                           |
| 1920    | Não se classificou             | Não se classificou                           |
| 1924    | Não se classificou             | Não se classificou                           |
| 1928    | Não se classificou             | Não se classificou                           |
| 1936    | Não se classificou             | Não se classificou                           |
| 1948    | Não se classificou             | Não se classificou                           |
| 1952    | Eliminado nas quartas de final | Newton Cardoso                               |
| 1956    | Não se classificou             | Não se classificou                           |
| 1960    | Eliminado na 1ª fase           | Vicente Feola                                |
| 1964    | Eliminado na 1ª fase           | Vicente Feola                                |
| 1968    | Eliminado na 1ª fase           | Marão                                        |
| 1972    | Eliminado na 1ª fase           | Antoninho                                    |
| 1976    | 4º Lugar                       | Cláudio Coutinho                             |
| 1980    | Não se classificou             | Jaime Valente dirigiu o time no Pré-Olímpico |
| 1984    | 2º lugar                       | Jair Picerni                                 |
| 1988    | 2º lugar                       | Carlos Alberto Silva                         |
| 1992    | Não se classificou             | Ernesto Paulo dirigiu o time no Pré-Olímpico |
| 1996    | 3º lugar                       | Zagallo                                      |
| 2000    | Eliminado nas quartas de final | Vanderlei Luxemburgo                         |
| 2004    | Não se classificou             | Ricardo Gomes dirigiu o time no Pré-Olímpico |
| 2008    | 3º lugar                       | Dunga                                        |
| 2012    | 2º lugar                       | Mano Menezes                                 |
| 2016    | 1º lugar                       | Rogério Micale                               |
| 2020    | 1º lugar                       | André Jardine                                |
| 2024    | Não se classificou             | Ramon Menezes dirigiu o time no Pré-Olímpico |

#### Os brasileiros mais velhos em cada Olimpíada
| Torneio               | Jogador           | Idade | Ref.   |
| --------------------- | ----------------- | ----- | ------ |
| Helsinque-1952        | Jansen            | 25    | [ 17 ] |
| Roma-1960             | Carlos Alberto    | 28    | [ 17 ] |
| Tóquio-1964           | Geraldo           | 27    | [ 17 ] |
| Cidade do México-1968 | Lauro             | 24    | [ 17 ] |
| Munique-1972          | Zé Carlos         | 25    | [ 17 ] |
| Montreál-1976         | Tecão             | 24    | [ 17 ] |
| Los Angeles-1984      | Milton Cruz       | 27    | [ 17 ] |
| Seul-1988             | Andrade           | 31    | [ 17 ] |
| Atlanta-1996          | Bebeto            | 32    | [ 17 ] |
| Sydney-2000           | Athirson          | 23    | [ 17 ] |
| Pequim-2008           | Ronaldinho Gaúcho | 28    | [ 17 ] |
| Londres-2012          | Thiago Silva      | 28    | [ 17 ] |
| Rio-2016              | Weverton*         | 28    | [ 17 ] |
| Tóquio-2020           | Daniel Alves      | 38    | [ 17 ] |

- Nota: O mais velho do grupo convocado para os Jogos do Rio-2016 foi Fernando Prass, com 38 anos.[17] Porém, ele foi cortado a poucos dias dos Jogos, devido a uma lesão no cotovelo. Assim, Weverton Pereira da Silva, com 28 anos e 9 meses, passou a ser o mais velho que disputou os Jogos do Rio.

#### Artilheiros
O Top 10 dos maiores artilheiros da Seleção Olímpica do Brasil,
segundo o site "futebol80.com.br/", são:
| #  | Jogador           | Gols |
| -- | ----------------- | ---- |
| 1  | China             | 19   |
| 2  | Ronaldinho Gaúcho | 18   |
| 3  | Cláudio Adão      | 17   |
| 4  | Bebeto            | 15   |
| 4  | Erivelto          | 15   |
| 4  | Romário           | 15   |
| 7  | Sávio             | 12   |
| 8  | Aírton Beleza     | 11   |
| 8  | Gérson            | 11   |
| 10 | Osmar Polese      | 9    |
| 10 | Gabriel Barbosa   | 9    |

#### Mais gols em jogos olimpicos
| # | Jogador        | Gols                           | Jogos | Ref.          |
| - | -------------- | ------------------------------ | ----- | ------------- |
| 1 | Bebeto         | 8 gols (2 em 1988 e 6 em 1996) | 12    | [ 19 ] [ 20 ] |
| 2 | Romário        | 7 gols (marcados em 1988)      | 6     | [ 19 ] [ 20 ] |
| 3 | Neymar         | 7 gols (3 em 2012 e 4 em 2016) | 12    | [ 19 ] [ 20 ] |
| 4 | Leandro Damião | 6 gols (marcados em 2012)      | 5     | [ 19 ] [ 20 ] |
| 5 | Ronaldo        | 5 gols (marcados em 1996)      | 6     | [ 19 ] [ 20 ] |
| 6 | Richarlison    | 5 gols (marcados em 2021)      | 6     | [ 19 ] [ 20 ] |

#### Individuais
- Jogador com maior número de gols numa única partida: Aírton Beleza - 7 gols (Brasil 10x0 EUA válido pelo Panamericano de São Paulo);[21]

## Treinadores
- Newton Cardoso - 1952
- Vicente Feola 1960 e 1964 (também treinador da seleção principal)
- Marão - 1968
- Antoninho - 1972
- Cláudio Coutinho 1976
- Zizinho - 1976
- Jaime Valente - 1980
- Jair Picerni - 1984
- Carlos Alberto Silva - 1988 (também treinador da seleção principal)
- Ernesto Paulo - 1992
- Zagallo - 1996 (ao mesmo tempo treinador da seleção principal)
- Vanderlei Luxemburgo - 2000 (também treinador da seleção principal)
- Ricardo Gomes - 2004
- Dunga - 2008 (também treinador da seleção principal)
- Mano Menezes - 2012 (ao mesmo tempo treinador da seleção principal)
- Rogério Micale - Jogos Olímpicos de 2016
- André Jardine - Jogos Olímpicos de 2020
- Ramon Menezes - 2024

## Uniformes
Desde Londres-2012, a camisa da seleção olímpica é idêntica à da seleção principal, mas no lugar do escudo da CBF fica a bandeira do Brasil e os anéis olímpicos, ja que desde então o regulamento do COI passou a proibir que as confederações exibam escudos diferentes dos seus filiados durante os Jogos.

### Uniformes dos jogadores
- Uniforme principal: Camisa amarela , calção azul , e meias brancas
- Uniforme de visitante: Camisa azul, calção branco e meias azuis com detalhes de azul-claro.

| 1º Uniforme |  | 2º Uniforme |  |

### Uniformes dos goleiros
- Camisa verde, calção e meias verdes;
- Camisa cinza, calção e meias cinza

| Uniforme 1 |  | Uniforme 2 |  |